# Déjà vu (Beyoncé)
Déjà vu è un singolo della cantante statunitense Beyoncé, pubblicato il 31 luglio 2006 come primo estratto dal secondo album in studio B'Day. In un primo momento, Déjà Vu è trapelato in rete il 13 giugno 2006. Il titolo e il testo del brano rimandano a una donna che ricorda costantemente un amore del passato.
Déjà Vu ha guadagnato due nomination per la miglior collaborazione con un artista rap e miglior brano R&B nella cerimonia dei Grammy Awards 2007, mentre la versione remix è stata nominata nella categoria miglior brano remixato.
Il brano ha riscosso un buon successo commerciale negli Stati Uniti, piantandosi alla numero quattro nella Billboard Hot 100.
La canzone è stata prodotta nel 2005 come singolo trainante del secondo album di Beyoncé B'Day del 2006. Il video per Déjà vu è stato girato da Sophie Muller in diverse location di New Orleans il 21 giugno 2006 ed è stato trasmesso in anteprima il 12 luglio 2006 su MTV. Inoltre è stato girato interamente nella Louisiana, con una scenografia naturale che evoca le atmosfere africane.
Nel 2007 la cantante è stata impegnata per ampliare il suo disco B'Day, con un singolo inedito e alcuni pezzi cantati in spagnolo.

## Antefatti
Jerkins ha inciso una demo del brano cantata dall'autrice americana Makeba Riddick.

## Accoglienza
Déjà Vu ha riscontrato un'opinione controversa mista a responsi positivi da parte dei critici musicali, molti dei quali hanno affermato che il brano possa essere considerato un seguito a Crazy in Love, anche se prodotto meno armonicamente e melodicamente del primo.
Rossella Rambaldi di Musica & Dischi, in una recensione non troppo entusiasta dell'album B'Day, scrisse: "Menzione a parte merita naturalmente il singolo di debutto "Deja Vu" (uno dei due brani in coppia con Jay-Z), un funky anni '70 davvero travolgente con un basso che pompa alla grande".

## Tracce
1. Déjà vu (Album Version) – 4:00
2. Déjà vu (Freemasons Radio Mix) – 3:15
3. Déjà vu (Freemasons Club Mix) – 8:05
4. Déjà vu (Maurice's Nusoul Mix) – 6:01
5. Déjà vu (Maurice's Nusoul Mixshow Mix) – 5:58
6. Déjà vu (video)

## Video musicale
Il video musicale prodotto per Déjà vu è stato filmato dalla regista britannica Sophie Muller a New Orleans il 21 giugno 2006. Il video ha raccolto un riconoscimento come Miglior video nella cerimonia dei MOBO Awards 2006.

## Classifiche
| Classifica (2006) | Posizione massima |
| ----------------- | ----------------- |
| Australia         | 12                |
| Austria           | 12                |
| Belgio (Fiandre)  | 8                 |
| Belgio (Vallonia) | 19                |
| Brasile           | 1                 |
| Canada            | 8                 |
| Finlandia         | 6                 |
| Francia           | 23                |
| Germania          | 9                 |
| Irlanda           | 3                 |
| Italia            | 4                 |
| Nuova Zelanda     | 15                |
| Norvegia          | 3                 |
| Paesi Bassi       | 17                |
| Portogallo        | 8                 |
| Regno Unito       | 1                 |
| Stati Uniti       | 4                 |
| Svezia            | 11                |
| Svizzera          | 3                 |